# Rovio
Cet article concerne la commune suisse. Pour l'entreprise finlandaise, voir Rovio Entertainment.
Rovio est une ancienne commune et une localité de la commune de Val Mara, située dans le district tessinois de Lugano, en Suisse.

## Monuments et curiosités
À l'entrée du village se tient l'église paroissiale Santi Vitale e Agata mentionnée dès 1213, remaniée au XVIIIe-XIXe s. À l'intérieur se trouve un beau maître-autel en marbre.
Sur une colline à l'ouest du village est dressée la chapelle San Vigilio qui est un édifice de style roman du XIe s. et qui comporte une nef et une abside semi-circulaire. Elle est décorée à l'extérieur de lésènes et d'arcatures aveugles. Dans l'abside se trouvent des fresques romanes d'inspiration byzantine figurant le Christ en majesté, la Vierge et les apôtres.
Sur la route vers Arogno se trouve la chapelle Santa Maria Assunta, un petit édifice baroque à plan central du XVIIe s. et au porche du XVIIIe s. Elle renferme un autel en marbre de 1709.
Le village aux ruelles étroites conserve d'intéressantes maisons dont certaines sont ornées de fresques et de stucs du XVIIe-XVIIIe s. Sur la place du village, la maison communale est un important édifice du XIXe s.
Le 10 avril 2022, l'ancienne commune a fusionné avec celle de Maroggia et de Melano afin de créer la commune de Val Mara.

## Personnalités liées à la commune
- Domenico Bagutti (1760-1837), sculpteur et architecte suisse du Tessin, créateur du célèbre parc du Labyrinthe d'Horta à Barcelone[3].